# Filistatidae
Filistatidae là một họ nhện. Họ này gồm có 17 chi và hơn 100 loài phân bố khắp thế giới. Một trong các thành viên đông đảo nhất của họ này là loài nhện châu Mỹ nhện nhà phương Nam (Kukulcania hibernalis).

## Các chi
Theo Joel Hallan trong Biology Catalog.
- Filistatinae Ausserer, 1867

- Filistata Latreille, 1810 (Trung Hải, Asia, Mexico)
- Kukulcania Lehtinen, 1967 (America)
- Sahastata Benoit, 1968 (Địa Trung Hải đến Ấn Độ)
- Zaitunia Lehtinen, 1967 (Iran, Israel, Tajikistan, Uzbekistan)

- Prithinae Gray, 1995

- Afrofilistata Benoit, 1968 (Africa)
- Andoharano Lehtinen, 1967 (Madagascar)
- Filistatinella Gertsch & Ivie, 1936 (Hoa Kỳ)
- Filistatoides O. P-Cambridge, 1899 (Guatemala, Cuba, Chile)
- Lihuelistata Ramírez & Grismado, 1997 (Argentina)
- Misionella Ramírez & Grismado, 1997 (Brazil, Argentina)
- Pikelinia Mello-Leitão, 1946 (Argentina, Colombia, Galapagos)
- Pritha Lehtinen, 1967 (Asia, a Trung Hải, New Guinea)
- Wandella Gray, 1994 (Australia)
- Yardiella Gray, 1994 (Australia)

- incertae sedis

- Microfilistata Zonstein, 1990 (Tajikistan)
- Tricalamus Wang, 1987 (Trung Quốc)